# Роже Боке
Роже Боке (фр. Roger Bocquet, 9 квітня 1921, Женева — 10 березня 1994, Женева) — швейцарський футболіст, що грав на позиції захисника за клуб «Лозанна», а також національну збірну Швейцарії.
Дворазовий чемпіон і володар Кубку Швейцарії. 

## Клубна кар'єра
У футболі дебютував 1942 року виступами за команду «Лозанна», кольори якої і захищав протягом усієї своєї кар'єри гравця, що тривала тринадцять років. У складі команди виступав протягом 11 сезонів, зігравши за цей час в чемпіонаті 348 матчів і забивши 40 голів. У 1944 році виграв з клубом національний чемпіонат і Кубок Швейцарії. У сезоні 1949/50 він знову виграв кубок країни, а роком пізніше свій другий титул чемпіона Швейцарії.

## Виступи за збірну
1943 року дебютував в матчах у складі національної збірної Швейцарії. Протягом кар'єри у національній команді провів у її формі 48 матчів, забивши 2 голи.
У складі збірної був учасником двох чемпіонатів світу:
1950 року у Бразилії, де зіграв з Югославією (0-3), з Бразилією (2-2) і з Мексикою (2-1);
1954 року у Швейцарії, де зіграв з Італією (2-1) і (4-1), з Англією (0-2) і у чвертьфіналі з Австрією (5-7).
Помер 10 березня 1994 року на 73-му році життя у місті Женева.

## Титули і досягнення
- Чемпіон Швейцарії (2):

«Лозанна»: 1943-44, 1950-51
- Володар Кубку Швейцарії (2):

«Лозанна»: : 1943-44, 1949-50